# سوپر جام آسیا ۱۹۹۵
سوپر جام آسیا ۱۹۹۵ اولین دورهٔ سوپر جام آسیا که بین قهرمان جام باشگاه‌های آسیا ۹۵–۱۹۹۴ و قهرمان جام برندگان جام آسیا ۹۵–۱۹۹۴ انجام شد و این مسابقات توسط کنفدراسیون فوتبال آسیا برگزار شد. تیم یوکوهاما فلگلز نماینده ژاپن برای اولین بار قهرمان این دوره از رقابت‌ها شد.

## مسیر قهرمانی

### تای فارمرز بانک
| حریفان        | مرحله             | نتیجه۱            | گلهای فارمرز بانک       |
| ------------- | ----------------- | ----------------- | ----------------------- |
| موهان باگان   | مرحله دوم انتخابی | ۷–۰۲              | ?                       |
| لیائونینگ     | مرحله گروهی       | ۲–۰               | ?                       |
| وردی کاوازاکی | مرحله گروهی       | ۱–۲               | ?                       |
| ایلهوا چونما  | مرحله گروهی       | ۰–۱               | ?                       |
| نفتچی فرغانه  | نیمه نهایی        | ۲–۲ (و. ا، ۳ پ ۲) | ?                       |
| العربی        | فینال             | ۱–۰               | نتیپانگ سریتانگ این ۸۲' |

۱ گلهای تای فارمرز بانک ابتدا محاسبه شده است.

۲کنفدراسیون فوتبال آسیا دستور داده بود بازی دوم در مالزی انجام شود به خاطر نا آرامی‌ها در هند اما باشگاه موهان باگان سرپیچی کرد و از مسابقات کنار رفت و ۳۰۰۰ دلار جریمه شد و ۳ سال از شرکت در مسابقات محروم شد.

### یوکوهاما فلگلز
| حریفان       | مرحله          | نتیجه۱ | گلهای یوکوهاما   |
| ------------ | -------------- | ------ | ---------------- |
| بنگال شرقی   | مرحله دوم      | انصراف |                  |
| اینستنت دیکت | یک چهارم نهایی | ۴–۳    | ?                |
| سازمان تلفن  | نیمه نهایی     | ۴–۲    | ?                |
| الشباب       | فینال          | ۲–۱    | واتانابه ۳۷' ۹۵' |

۱گلهای یوکوهاما فلگلز ابتدا محاسبه شده است.

## جزئیات مسابقات

### بازی اول
| تای‌فارمرز بانک          | ۱–۱ | یوکوهاما فلگلز |
| ----------------------- | --- | -------------- |
| نتیپانگ سریتانگ این ۸۸' |     | زینهو ۷۶'      |

### بازی دوم
| یوکوهاما فلگلز                                           | ۳–۲ | تای‌فارمرز بانک                              |
| -------------------------------------------------------- | --- | ------------------------------------------- |
| ایوایر ۶۰' · موتوهیرو یاماگوچی ۸۱' · تاکایوکی یوشیدا ۸۸' |     | فانووات ینفان ۳۵' · نتیپانگ سریتانگ این ۷۰' |

## قهرمان
| قهرمان سوپر جام آسیا ۱۹۹۵ |
| ------------------------- |
| یوکوهاما فلگلز            |
| اولین قهرمانی             |